# Roberto Carlos Castro
Roberto Carlos Castro Mora (ur. 7 marca 1980 w Leónie) – meksykański piłkarz występujący na pozycji bramkarza, trener.

## Kariera klubowa
Castro jest wychowankiem akademii juniorskiej zespołu Club Atlas z siedzibą w Guadalajarze, z którym związany był przez całą karierę piłkarską (z wyjątkiem krótkich wypożyczeń do drugoligowych filialnych klubów Atlasu – kolejno Bachilleres de Guadalajara, Atlético Cihuatlán, Coyotes de Sonora i Académicos de Guadalajara). W meksykańskiej Primera División zadebiutował za kadencji szkoleniowca Fernando Quirarte, 9 sierpnia 2003 w przegranym 0:1 spotkaniu z Pumas UNAM. Przez cały sześcioletni pobyt w Atlasie nie odniósł jednak większych sukcesów – pełnił w najlepszym razie funkcję drugiego bramkarza, będąc rezerwowym kolejno dla Jesúsa Corony, Antonio Péreza i Mario Rodrígueza. Profesjonalną karierę zdecydował się zakończyć już w wieku 27 lat.

## Kariera trenerska
Po zakończeniu kariery piłkarskiej Castro został trenerem bramkarzy w swoim macierzystym Club Atlas. W późniejszym czasie znalazł zatrudnienie jako asystent w trzecioligowym Murciélagos FC z miasta Guamúchil. W kwietniu 2014 objął rolę szkoleniowca pierwszego zespołu, który prowadził bez większych sukcesów przez rok (kolejno jedenaste i dwudzieste miejsce w tabeli), po czym klub – dzięki zakupieniu licencji Irapuato FC – dołączył do rozgrywek drugiej ligi, przeniósł siedzibę do Los Mochis, a sam Castro stracił posadę na rzecz Lorenzo Lópeza. W lutym 2016 po raz kolejny objął Murciélagos (początkowo jako trener tymczasowy) i był jego szkoleniowcem przez siedem miesięcy (trzynasta lokata w tabeli), po czym po raz kolejny został zwolniony.